# イオン島原店
イオン島原店（イオンしまばらてん）は、長崎県島原市弁天町一丁目にある大型商業施設（ショッピングセンター）である。
再開発計画による建て替えのため2020年5月31日をもって一旦営業を終了し、約1年10か月間休業していたが、2022年3月18日にイオン島原ショッピングセンターの核店舗として再開業した。

## 概要
国道251号（島原街道）沿線に存在する。

### ユニード（ダイエー）島原店 → ダイエー島原店 → イオン島原店（旧店舗）
開業当初はユニードが島原鉄道から賃貸で建物を借りる形で1973年にユニードとして開業したのが始まりである。その後、ユニードがダイエーに吸収合併されたことに伴い、ダイエーに転換された。
2015年に入りダイエーのイオンによる完全子会社化、またそれに伴うダイエー店舗網再編が行われ、同年9月1日にイオン九州に同店の営業権が承継され、イオン島原店となった。
フロア構成は3階建てで、1階が食品、2階がファッション、3階が住まいで構成されていた。
再開発計画による建て替えのため2020年5月31日をもって一旦営業を終了した。

### イオン島原店（新店舗）
2022年3月18日に「イオン島原ショッピングセンター」として再開業した。
核店舗となるイオン島原店は取扱品目を食料品・日用品・衣料品に絞り、専門店が並ぶゾーンと一続きとなる平屋建ての店舗となった。
専門店ゾーンに出店する主なテナントは以下の通り
- ウエルシア（ドラッグストア）※長崎県初出店
- ABCマート（シューズ）
- キャンドゥ（生活雑貨）
- ケンタッキー・フライド・チキン（ファストフード） ※島原半島初出店、別棟での出店
- 浜屋 島原サロン（ファッション・雑貨・食品）
- ミスタードーナツ
- メガネのヨネザワ（メガネ・コンタクト・補聴器）

金融機関はATM（十八親和銀行・イオン銀行）に加え、別棟で長崎銀行の支店も設置されているほか、住民票や戸籍謄本などの各種証明書の発行、印鑑登録やパスポートの申請受付を行う行政サービス窓口「しまばらん窓口 とるっと」も設置される。
当店に出店する全てのテナントについては、公式ホームページ内のショップリストを参照。

## アクセス
- 島原鉄道 霊丘公園体育館駅から徒歩5分。
- 島鉄バス イオン島原店前バス停下車